# BBC Music
BBC Music es el área responsable de la música que se reproduce en la BBC. El actual director de música es Bob Shennan, quien también es el controlador de BBC Radio 2, BBC Radio 6 Music y BBC Asian Network.
Oficialmente es parte de la división operativa de BBC Radio  y responde directamente a la directora Helen Boaden; sin embargo, su misión también incluye a la música utilizada en la televisión y en servicios en línea. Se estableció en su forma actual en 2014; sin embargo, la BBC ya había estado utilizando la marca BBC Music para referirse a su contenido de música en línea y algunos eventos en vivo anteriormente, incluida una compañía discográfica ya desaparecida.

## Lanzamiento
BBC Music tuvo su lanzamiento oficial a las 20:00 el 7 de octubre de 2014, con una transmisión simultánea de una versión especialmente grabada de la canción de los Beach Boys «God Only Knows». Producida por Ethan Johns e interpretada por el supergrupo de cantantes Chris Martin (de Coldplay ), Stevie Wonder, Kylie Minogue, Dave Grohl (de Foo Fighters ), Elton John, Pharrell Williams y One Direction, acompañados por la BBC Concert Orchestra .

## Responsabilidades
BBC Music es responsable de la música que se reproduce en la BBC. Tiene control editorial directo del contenido musical de las seis estaciones nacionales de radio musical de la BBC Radio 1, 1Xtra, Radio 2, Radio 3, 6 Music y la BBC Asian Network, así como también organiza eventos de música en vivo para cada una de las estaciones. Estos incluyen Big Weekend de Radio 1, Live in Hyde Park y In Concert for Radio 2, los BBC Proms (incluidos los diversos eventos "Proms in the Park") y el festival BBC 6 Music. 
Muchos de los programas de música y documentales televisivos de la BBC ahora se coproducen con BBC Music, con un identificador de BBC Music que a menudo se reproduce entre el identificador de canal regular y el inicio del programa. También coordinará la cobertura de la BBC de otros eventos de música en vivo como el Festival de Glastonbury, T in the Park, los festivales de Reading y Leeds y Celtic Connections, entre otros. 
Es la responsable de la base de datos de música en línea de la BBC, que recopila cada pista de música que se reproduce en las estaciones de radio nacionales de la BBC y una mayor cantidad de música que se reproduce en los canales de televisión del Reino Unido de la BBC. Esto incluye cuidar My Tracks, anteriormente BBC Playlister, un servicio de música interactivo y personalizable que permite a los usuarios crear listas de reproducción de música que se han reproducido en la BBC utilizando las plataformas en línea existentes Deezer, YouTube y Spotify . También presenta listas de reproducción creadas por DJ y presentadores de radio de la BBC como Jo Whiley, Greg James, Steve Lamacq, Zane Lowe y Fearne Cotton . 
Además, coordina la producción de los BBC Music Awards y también supervisa BBC Introducing, una iniciativa para que los artistas menos conocidos y no firmados se reproduzcan en la radio local y nacional. 